# Єгунов Євген Ігорович
Євген Ігорович Єгунов — солдат Збройних Сил України, учасник російсько-української війни, що загинув у ході російського вторгнення в Україну в 2022 році.

## Життєпис
Євген Єгунов народився 10 квітня 2002 року в м. Полтава. Після закінчення гімназії в селі Розсошенці (з 2020 року — Щербанівської сільської громади Полтавського району) пішов служити до лав ЗСУ. У ході повномасштабного російського вторгнення в Україну служив навідником взводу охорони окремої десантно-штурмової бригади. Загинув 22 березня 2022 року біля міста Костянтинівка Донецької області. Прощання із загиблим відбулося 28 березня 2022 року на Соборному майдані біля Свято-Успенського собору в Полтаві. Разом також поховали сержанта Дмитра Сокодюка, солдата Тихона Шаповала, старшого солдата Івана Данканича та Івана Кас'янова.

## Нагороди
- Орден «За мужність» III ступеня (2022, посмертно) — за особисту мужність і самовіддані дії, виявлені у захисті державного суверенітету та територіальної цілісності України, вірність військовій присязі[5].